# Providencia, General Pánfilo Natera
Providencia är en ort i Mexiko.   Den ligger i kommunen General Pánfilo Natera och delstaten Zacatecas, i den centrala delen av landet, 500 km nordväst om huvudstaden Mexico City. Providencia ligger 2 188 meter över havet och antalet invånare är 207.
Terrängen runt Providencia är huvudsakligen platt, men åt sydväst är den kuperad. Providencia ligger uppe på en höjd. Runt Providencia är det ganska tätbefolkat, med 52 invånare per kvadratkilometer. Närmaste större samhälle är General Pánfilo Natera, 7,4 km nordost om Providencia. Omgivningarna runt Providencia är i huvudsak ett öppet busklandskap.